# Boophis rufioculis
Espèce
Statut de conservation UICN

 NT  : Quasi menacé
Boophis rufioculis est une espèce d'amphibiens de la famille des Mantellidae.

## Répartition
Cette espèce est endémique de Madagascar. Elle se rencontre entre 900 et 1 200 m d'altitude dans le centre-Est de l'île, entre le parc national d'Andasibe-Mantadia jusqu'à la commune d'Antoetra,.

## Étymologie
Le nom spécifique rufioculis vient du latin rufus, rouge, et de oculi, l’œil, en référence à l'aspect de cette espèce.

## Publication originale
- Glaw & Vences, 1997 "1996" : Neue Ergebnisse zur Boophis goudoti-Gruppe aus Madagaskar: Bioakustik, Fortpflanzungsstrategien und Beschreibung von Boophis rufioculis sp. nov.. Salamandra, vol. 32, p. 225-242 (texte intégral).